# Ferrari 312T
Ferrari 312T je Ferrarijev dirkalnik Formule 1, ki je temeljil na svojem predhodniku 312B3 iz sezone 1974. V več različicah je bil v uporabi med sezonama 1975 in 1980. Dizajniral ga je Mauro Forghieri. Dirkalnik je bil preprost in čist dizajn, ki je bil odgovor na nove mehanične izboljšave.
Ferrari 312T je osvojil 27 zmag, tri dirkaške in štiri konstruktorske naslove. S tem je eden najuspešnejših dirkalnikov vseh časov. Po sezoni 1980 ga je nadomestil 126 C, Ferrarijev prvi turbo dirkalnik.

## Mehanična konfiguracija
Dirkalnik je poganjal močan in zelo vzdržljiv motor Flat-12, ki je proizvajal približno 510 KM. T v imenu dirkalnika označuje transverse, prečni menjalnik, kar je prispevalo k dobri vodljivosti dirkalnika, kar je bila največja pomanjkljivost njegovega predhodnika.

## Dirkanje

### 1975
Niki Lauda je temeljito testiral nov dirkalnik pred sezono in ga odlično pripravil za naskok na naslov. Trdo delo se je obrestovalo, saj je po nekoliko slabšem začetku sezone, ko so bili uspešnejši Brabham, Tyrrell in McLaren, v srednjem delu sezone dobil štiri od petih dirk in si na Veliki nagradi Italije v Monzi s tretjim mestom že zagotovil naslov. Na tej dirki je zmagal drugi Ferrarijev dirkač, Clay Regazzoni, ki je s tem Ferrariju zagotovil tudi konstruktorski naslov, prvi po sezoni 1964. Lauda je zmagat tudi na Veliki nagradi ZDA ob koncu sezone in potrdil Ferrarijevo premoč.

### 1976
Ena dirkaška zasedba, Lauda in Regazzoni, je ostala tudi v sezoni 1976. Na prvih treh dirkah so uporabljali še različico 312T, Lauda je zmagal na prvih dveh dirkah nato pa še Regazzoni na tretji, kasneje pa so uporabljali izboljšano različico 312T2, ki je bila le nekoliko spremenjena različica predhodnega dirkalnika. To je bilo treba zaradi novih pravil, ki niso več dovoljevala visokih krilc. 312T2 je bil še uspešnejši od dirkalnika 312T, saj je Lauda močno vodil v prvenstvu s še tremi zmagami do velike nesreče na Veliki nagradi Nemčije, ki jo je povzročila okvara na zadnjem vzmetenju. Lauda je bil močno opečen, toda čudežno se je vrnil že šest tednov kasneje. James Hunt je na zadnji dirki osvojil naslov z le točko prednosti pred Laudo, toda dirkalnik 312T2 je osvojil svoj drugi zaporedni konstruktorski naslov.

### 1977
Lauda in Carlos Reutemann sta z novo različico 312T2B nastopala uspešno na dirkah, čeprav dirkalnik ni bil več najhitrejši. Kljub temu je Lauda osvojil dirkaški naslov, bolj lpt zaradi hitrosti dirkalnika, mu je to uspelo zaradi zanesljivosti. Osvojil je tri zmage, Reutemann pa je dodal še eno, kar je bilo dovolj za tretji zaporedni konstruktorsko naslov. Lauda je zapustil moštvo še pred koncem sezone, zamenjal pa ga je Kanadčan Gilles Villeneuve, ki pa mu dirkalnik 312T2B ni ustrezal glede na njegov slog dirkanja. Ferrari 312T2 je bil med sezono deležen več izboljšav, preizkusili so več nosov, zadnjih krilc, ki so bila prilagojena za določene specifike dirkališč, pa tudi na vzmetenju in aerodinamiki.

### 1978
Ferrari 312T3, s katerim sta v sezoni 1978 dirkala Villeneuve in Reutemann, je imel mnogo čistejšo aerodinamiko, motor pa je bil izboljšan in je zdaj proizvajal približno 515 KM. Zaradi prestopa k novemu opremljevalcu s pnevmatikami, Michelinu, je bilo treba spremeniti vzmetenje in vpetje. Toda vse to trdo delo je bilo izničeno, zaradi revolucionarnega dirkalnika Lotus 79, ki je s številnimi krilci ustvarjal ogromen podtlak, tako da so ostali lahko zmagovali le ob okvarah Lotusa. Reutemann je zmagal štirkrat, Villeneuve pa je dosegel premierno zmago na domači Veliki nagradi Kanade. Reutemann je po sezoni prestopil v Lotus, zamenjal pa ga je Jody Scheckter. Ferrari je bil le tretji v konstruktorskem prvenstvu.

### 1979
V sezoni 1979 je Ferrari na aerodinamiki naredil velik napredek in se lahko enakovredno kosal z Lotusom, saj je dizajner Forgheiri spoznal, da mora nova različica dirkalnika temeljiti na ground effectu. Ferrari 312T4 je temeljil na dirkalniku 312T3. Čeprav motor Fiat 12 zaradi svoje širine ni bil najbolj primeren za nov koncept dirkalnikov, je bil dovolj dober za šest zmag, po tri Villeneuva in Scheckterja, ter Ferrarijev četrti konstruktorski naslov v petih letih in Scheckter edini dirkaški naslov prvaka.

### 1980
V sezoni 1980 so moštva Cosworth DFV naredila velik napredek na aerodinamičnem področju, zato je Ferrari predstavil močno izboljšano verzijo dirkalnika 312T4, 312T5. Dirkalnik zaradi preširokega motorja ni bil zanesljiv, bil je počasen in zato ni bil konkurenčen. Prvič po sezoni 1973 Ferrari ni zabeležil niti ene zmage v celi sezoni, v konstruktorskem prvenstvu pa so končali na le desetem mestu. Scheckter se je po tem, ko se mu na Veliki nagradi Kanade sploh ni uspelo kvalificirati na dirko, in po tem, ko je zbral vsega dve točki v prvenstvu, upokojil po koncu sezone.